# Zosterops poliogastrus
Zosterops poliogastrus là một loài chim trong họ Zosteropidae.